# Richard Gasquet
Richard Gasquet (Béziers, 18 de junho de 1986) é um ex-tenista profissional francês.
Se aposentou em 29 de maio de 2025, após o Torneio de Roland Garros. Sua partida de despedida, foi na 2° rodada, com uma derrota para o então n° 1 do mundo, o italiano Jannik Sinner.

## Carreira
Um dos melhores tenista da França na atualidade. Quando tinha 15 anos, era cotado para ser um futuro nº 1 do mundo, juntamente com Rafael Nadal, seu rival à época. Gasquet fez sua estreia em Grand Slams em Roland Garros 2002, com a idade de 15 anos, 11 meses e nove dias. Foi o segundo jogador mais jovem da história a competir na chave principal do torneio, conseguindo tirar um set de Albert Costa, o campeão do torneio deste ano, na primeira rodada. Terminou 2002 como n.1 do mundo Júnior, tendo ganho os torneios júnior de Roland Garros e US Open.
Chegou ao top 100 mundial pela primeira vez em 2003, aos 17 anos de idade. Foi o jogador mais jovem da história a terminar um ano dentro do top 100. Porém, caiu no ranking e só voltou a esta posição em 2005, quando, no período entre abril e julho, subiu de nº 101 para 17 do mundo. A partir daí manteve longos períodos fixos no top 20 mundial constrastando com períodos de irregularidade onde caía para n.66 do mundo (em 2006), n.72 do mundo (em 2009) ou n.86 (em 2010).
Já conquistou seis torneios ATP, tendo terminado o ano de 2007 entre os 10 melhores do mundo e disputado a Tennis Masters Cup de Xangai.
Em 2009, o exame antidoping detectou o consumo de cocaína, o que causou a suspensão do jogador do circuito enquanto o resultado é confirmado.

### Finais de Grand Slam

#### Campeão Duplas Mistas (1)
| Ano  | Torneio       | Superfície | Parceira        | Adversários na Final   | Resultado |
| 2004 | Roland Garros | Saibro     | Tatiana Golovin | Cara Black Wayne Black | 6–3, 6–4  |

### Olimpíadas

#### Duplas: 1 (1 Bronze )
| Resultado | Ano  | Campeonato | Piso  | Parceiro         | Oponentes                    | Placar        |
| --------- | ---- | ---------- | ----- | ---------------- | ---------------------------- | ------------- |
| Bronze    | 2012 | Londres    | Grama | Julien Benneteau | David Ferrer Feliciano López | 7–6(7–4), 6–2 |

### Masters 1000 finais

#### Simples: 3 (3 vice)
| Resultado | Ano  | Campeonato  | Piso   | Oponente       | Placar             |
| --------- | ---- | ----------- | ------ | -------------- | ------------------ |
| Vice      | 2005 | Hamburgo    | Saibro | Roger Federer  | 3–6, 5–7, 6–7(4–7) |
| Vice      | 2006 | Toronto     | Duro   | Roger Federer  | 6–2, 3–6, 2–6      |
| Vice      | 2012 | Toronto (2) | Duro   | Novak Djokovic | 3–6, 2–6           |

#### Duplas: 1 (1 vice)
| Resultado | Ano  | Campeonato  | Piso   | Parceiro         | Oponentes            | Placar   |
| --------- | ---- | ----------- | ------ | ---------------- | -------------------- | -------- |
| Vice      | 2007 | Monte Carlo | Saibro | Julien Benneteau | Bob Bryan Mike Bryan | 2–6, 1–6 |

## ATP finais

### Simples: 24 (12 títulos, 12 vices)
| Legenda                           |
| --------------------------------- |
| Grand Slam (0–0)                  |
| ATP World Tour Finals (0–0)       |
| ATP World Tour Masters 1000 (0–3) |
| ATP World Tour 500 Series (0–2)   |
| ATP World Tour 250 Series (12–7)  |

| Finais por Piso |
| --------------- |
| Duro (6–6)      |
| Saibro (3–5)    |
| Grama (2–1)     |
| Carpete (1–0)   |

| Resultado | N.  | Data              | Campeonato                                        | Piso        | Oponente              | Placar                  |
| --------- | --- | ----------------- | ------------------------------------------------- | ----------- | --------------------- | ----------------------- |
| Vice      | 1.  | 11 Outubro 2004   | Open de Moselle, Metz, França                     | Duro (i)    | Jérôme Haehnel        | 6–7(9–11), 4–6          |
| Vice      | 2.  | 9 Maio 2005       | Hamburg Masters, Hamburgo, Alemanha               | Saibro      | Roger Federer         | 3–6, 5–7, 6–7(4–7)      |
| Campeão   | 1.  | 13 Junho 2005     | Nottingham Open, Nottingham, Reino Unido          | Grama       | Max Mirnyi            | 6–2, 6–3                |
| Campeão   | 2.  | 19 Junho 2006     | Nottingham Open, Nottingham, Reino Unido (2)      | Grama       | Jonas Björkman        | 6–4, 6–3                |
| Campeão   | 3.  | 10 Julho 2006     | Swiss Open, Gstaad, Suíça                         | Saibro      | Feliciano López       | 7–6(7–4), 6–7(3–7), 6–3 |
| Vice      | 3.  | 7 Agosto 2006     | Canada Masters, Toronto, Canadá                   | Duro        | Roger Federer         | 6–2, 3–6, 2–6           |
| Campeão   | 4.  | 23 Outubro 2006   | Grand Prix de Tennis de Lyon, Lyon, França        | Carpete (i) | Marc Gicquel          | 6–3, 6–1                |
| Vice      | 4.  | 29 Abril 2007     | Estoril Open, Estoril, Portugal                   | Clay        | Novak Djokovic        | 6–7(7–9), 6–0, 1–6      |
| Campeão   | 5.  | 30 Setembro 2007  | ATP de Mumbai, Bombay, Índia                      | Duro        | Olivier Rochus        | 6–3, 6–4                |
| Vice      | 5.  | 1 Outubro 2007    | AIG Japan Open Tennis Championships, Tokyo, Japão | Duro        | David Ferrer          | 1–6, 2–6                |
| Vice      | 6.  | 13 Julho 2008     | Mercedes Cup, Stuttgart, Alemanha                 | Saibro      | Juan Martín del Potro | 4–6, 5–7                |
| Vice      | 7.  | 16 Janeiro 2010   | Medibank International, Sydney, Austrália         | Duro        | Marcos Baghdatis      | 4–6, 6–7(2–7)           |
| Campeão   | 6.  | 22 Maio 2010      | Open de Nice Côte d'Azur, Nice, França            | Saibro      | Fernando Verdasco     | 6–3, 5–7, 7–6(7–5)      |
| Vice      | 8.  | 1 Agosto 2010     | Swiss Open, Gstaad, Suíça                         | Saibro      | Nicolás Almagro       | 5–7, 1–6                |
| Vice      | 9.  | 6 Maio 2012       | Estoril Open, Estoril, Portugal (2)               | Saibro      | Juan Martín del Potro | 4–6, 2–6                |
| Vice      | 10. | 12 Agosto 2012    | Canada Masters, Toronto, Canada (2)               | Duro        | Novak Djokovic        | 3–6, 2–6                |
| Campeão   | 7.  | 30 Setembro 2012  | PTT Thailand Open, Bangkok, Tailândia             | Duro (i)    | Gilles Simon          | 6–2, 6–1                |
| Campeão   | 8.  | 5 Janeiro 2013    | Qatar Open, Doha, Qatar                           | Duro        | Nikolay Davydenko     | 3–6, 7–6(7–4), 6–3      |
| Campeão   | 9.  | 10 Fevereiro 2013 | Open Sud de France, Montpellier, França           | Duro (i)    | Benoît Paire          | 6–2, 6–3                |
| Campeão   | 10. | 20 Outubro 2013   | Kremlin Cup, Moscou, Rússia                       | Duro (i)    | Mikhail Kukushkin     | 4–6, 6–4, 6–4           |
| Vice      | 11. | 9 Fevereiro 2014  | Open Sud de France, Montpellier, França           | Duro (i)    | Gaël Monfils          | 4–6, 4–6                |
| Vice      | 12. | 21 Junho 2014     | AEGON International, Eastbourne, Reino Unido      | Grama       | Feliciano López       | 3–6, 7–6(7–5), 5–7      |
| Campeão   | 11. | 8 Fevereiro 2015  | Open Sud de France, Montpellier, França           | Duro (i)    | Jerzy Janowicz        | 3–0, ret.               |
| Campeão   | 12. | 3 Maio 2015       | Estoril Open, Cascais, Portugal                   | Saibro      | Nick Kyrgios          | 6–3, 6–2                |

### Duplas: 4 (2 títulos, 2 vices)
| Legenda                           |
| --------------------------------- |
| Grand Slam (0–0)                  |
| ATP World Tour Finals (0–0)       |
| ATP World Tour Masters 1000 (0–1) |
| ATP World Tour 500 Series (0–0)   |
| ATP World Tour 250 Series (2–1)   |

| Títulos por Piso |
| ---------------- |
| Duro (2–1)       |
| Saibro (0–1)     |
| Grama (0–0)      |
| Carpete (0–0)    |

| Resultado | No. | Data            | Torneio                                     | Piso     | Parceiro           | Oponentes                   | Placar           |
| --------- | --- | --------------- | ------------------------------------------- | -------- | ------------------ | --------------------------- | ---------------- |
| Campeão   | 1.  | 8 Maio 2006     | Open de Moselle, Metz, França               | Duro (i) | Fabrice Santoro    | Julian Knowle Jürgen Melzer | 3–6, 6–1, [11–9] |
| Vice      | 1.  | 14 Abril 2007   | Monte Carlo Masters, Monte Carlo, Mônaco    | Saibro   | Julien Benneteau   | Bob Bryan Mike Bryan        | 2–6, 1–6         |
| Campeão   | 2.  | 7 Janeiro 2008  | Medibank International, Sydney, Austrália   | Duro     | Jo-Wilfried Tsonga | Bob Bryan Mike Bryan        | 4–6, 6–4, [11–9] |
| Vice      | 2.  | 1 Novembro 2009 | St. Petersburg Open, St. Petersburg, Rússia | Duro (i) | Jérémy Chardy      | Colin Fleming Ken Skupski   | 6–2, 5–7, [4–10] |